# Baflo
Baflo (Gronings Bavvelt) ist ein Dorf in der Gemeinde Het Hogeland in der nord-niederländischen Provinz Groningen. 
Das Dorf hat sich um eine Warft entwickelt, auf der heute die romanische St. Laurentiuskirche aus dem 13. Jahrhundert steht. Die Kirche hat einen freistehenden Turm.
Baflo ist Start- und Zielpunkt der Nordrundfahrt Noorderrondritten, einer Schlittschuh-Wettfahrt, die in Anlehnung an die traditionelle Elfstedentocht durch die Provinz Friesland – deren Start und Ziel Leeuwarden ist – auch Groninger Elf-Städte-Tour genannt wird; diese Rundtour findet seit 1940 über eine Strecke von etwa 150 km auf den Kanälen der Provinz Groningen statt. 
Das Dorf liegt am Rasquerdermaar und am Kanal Baflo-Mensingeweer. Von dem Bafloërmaar, früher einmal die Verbindung nach Winsum, ist nicht mehr als ein breiter Wassergraben übrig.

## Persönlichkeiten
- Rudolf Agricola (1443 oder 1444–1485), Literat des Frühhumanismus, Gelehrter und Lehrer, hier geboren
- Gezina van der Molen (1892–1978), Journalistin und Anwältin